# Galerga kingdoni
Galerga kingdoni is een vlinder uit de familie van de dikkopjes (Hesperiidae). De soort is voor het eerst wetenschappelijk beschreven als Trapezites kingdoni door Arthur Gardiner Butler in een publicatie uit 1879.
De soort komt voor in de bossen van Madagaskar.